# Das kleine Haus (Fernsehsendung)
Das kleine Haus war eine Kindersendung des ORF. Es war das erste Mitmachfernsehen in Österreich, auch schon für Vorschulkinder. Sie wurde vom 25. Jänner 1969 bis 22. März 1975 alle zwei Wochen samstags, meist um 16:30 Uhr, ausgestrahlt.
Es handelte sich um eine Spiel- und Lernsendung für Kinder im Kindergarten- bis Volksschulalter. Sie wurde abwechselnd von Elga Weinberger (später Brigitte Wasicky) und Hans Niklos bzw. von Heinz Zuber und Lieselotte Plauensteiner präsentiert.
Ab 1. April 1975 folgte unter ähnlichem Konzept wochentags in der Früh Am dam des, ebenfalls mit Heinz Zuber als Clown Enrico und auch mit Ingrid Riegler. Ab den 1990ern folgte Confetti TiVi.